# Малые артиллерийские корабли проекта 21630
Малые артиллерийские корабли проекта 21630 «Буян», кодовое обозначение НАТО — Buyan class corvette — серия российских малых артиллерийских кораблей (МАК) 3-го ранга класса «река-море», которые служат в составе надводных сил Каспийской флотилии в ближней морской зоне и в речных участках.

## История проектирования
Проект 21630 шифр «Буян» корабля типа река — море нового поколения, был разработан предприятием (ФГУП) «Зеленодольское ПКБ» под руководством главного конструктора Я. Е. Кушнира, научно-техническое сопровождение проектирования и строительства корабля для ВМФ осуществлял 1 ЦНИИ Минобороны России. Данный корабль был спроектирован Зеленодольским проектно-конструкторским бюро с учётом особенностей Каспийского моря и дельты Волги, при этом основными требованиями были высокая мореходность и возможность прохождения корабля на незначительных глубинах северной части Каспийского моря и дельты реки Волги. Среди требований тактико-технического задания была заданная дальность плавания, чтобы корабль был способен совершать переходы по всей протяжённости Волги и Каспия.

## История строительства

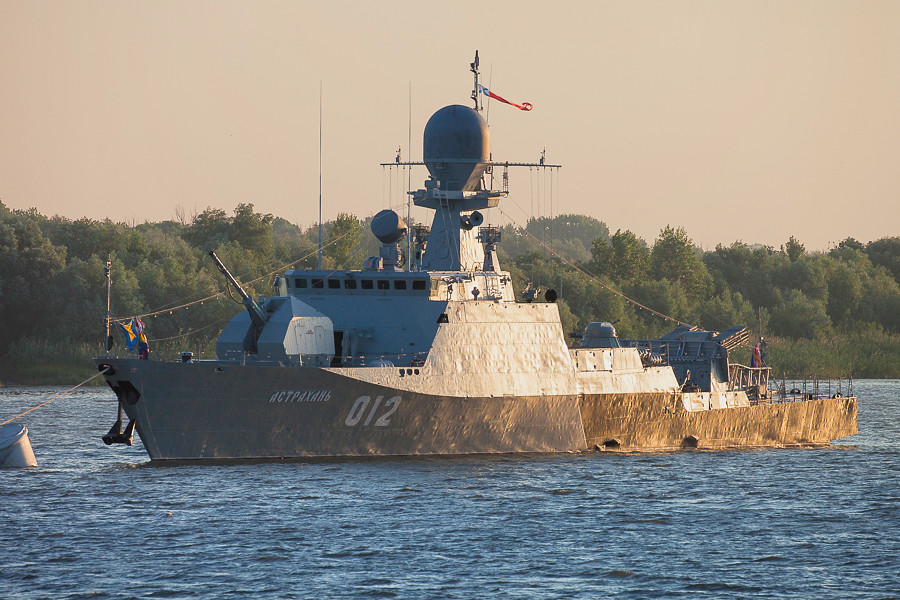
Корвет «Астрахань» в Астрахани, 2009 год

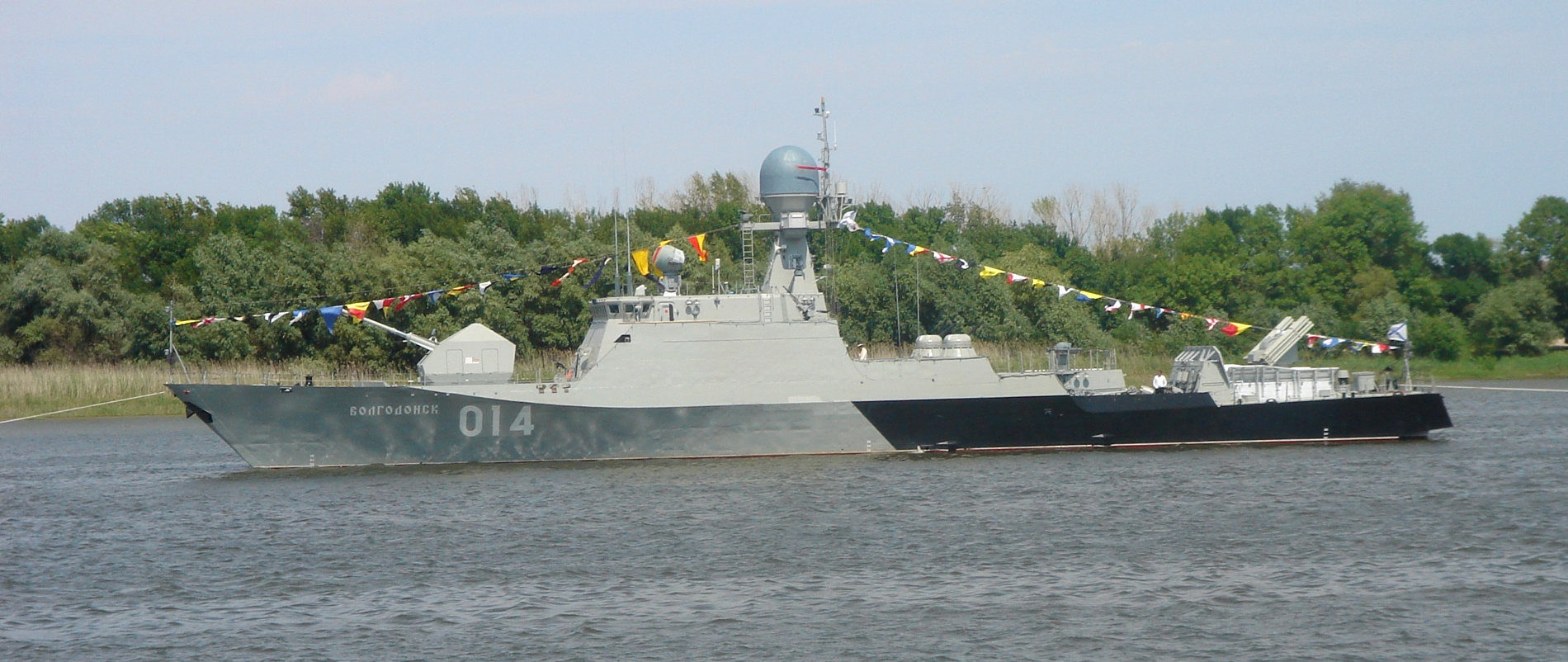
Корвет «Волгодонск» на параде в Астрахани, 2012 год

Головной корабль проекта 21630 «Астрахань» был заложен 30 января 2004 года в Санкт-Петербурге на судоверфи ОАО «Алмаз».
Он вооружён 100 мм АУ А190-1, двумя 30 мм АУ АК-306, двумя пулемётными установками МПТУ калибра 14,5 мм, пусковой установкой зенитных ракет 3М-47 «Гибка» и одной пусковой установкой «Град-М». ГЭУ состоит из 2-х главных сдвоенных через главную передачу (редуктор) звездообразных дизельных двигателя по 112 цилиндров (2 × 56) М507 «Звезда» по 10 000 л.с..
Корабль спущен на воду 7 октября 2005 года и прошёл всесторонние испытания, по итогам которых установка «Гибка» принята на вооружение. Вступил в строй 1 сентября 2006 года.
25 февраля 2005 года заложен второй корабль проекта «Волгодонск» (ранее — «Каспийск»), который спущен на воду 6 мая, а вступил в строй 20 декабря 2011 года. В июле 2012 года «Волгодонск» включён в состав Каспийской флотилии.

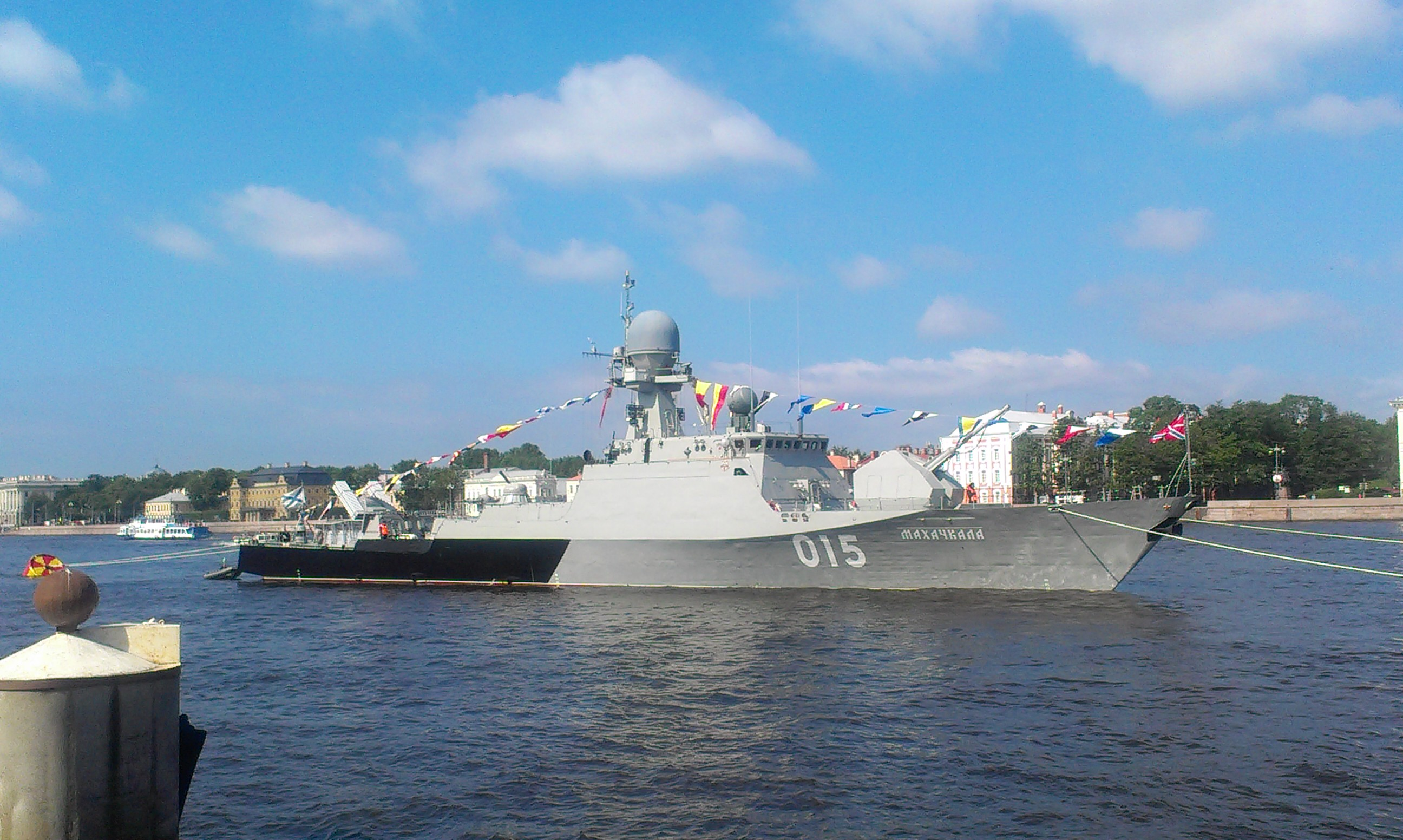
Корвет «Махачкала» в акватории Невы в Санкт-Петербурге, 2013 год

24 марта 2006 года был заложен третий корабль под названием «Махачкала»; спущен на воду 27 апреля, а вступил в строй 4 декабря 2012 года.

## Модификации
21631 «Буян-М» — малый ракетный корабль на базе проекта 21630 типа «Буян» с полным водоизмещением 949 т. Вооружён вертикальной пусковой установкой комплекса 3Р-14 УКСК на 8 ракет «Калибр» или «Оникс», 100 мм артиллерийской установкой А-190-01 «Универсал»,30 мм артиллерийской установкой АК-630М-2 «Дуэт», двумя пусковыми установками комплекса 3М-47 «Гибка», двумя 14,5 мм пулемётными установками МТПУ и тремя 7,62 мм пулемётами.
21632 «Торнадо» — экспортная версия проекта 21630 типа «Буян». Основное отличие проекта от 21630 — наличие на нём вооружения в экспортном исполнении, а также наличие возможности замены систем вооружения в зависимости от конкретных требований заказчика.

## Представители проекта
| № | Наименование | Изготовитель  | Борт. № | Зав. № | Дата закладки | Спуск на воду | Ввод в строй | Флот | Состояние |
| - | ------------ | ------------- | ------- | ------ | ------------- | ------------- | ------------ | ---- | --------- |
| 1 | Астрахань    | Алмаз (завод) | 017     | 701    | 30.01.2004    | 07.10.2005    | 01.09.2006   | КФл  | В строю   |
| 2 | Волгодонск   | Алмаз (завод) | 018     | 702    | 25.02.2005    | 06.05.2011    | 20.12.2011   | КФл  | В строю   |
| 3 | Махачкала    | Алмаз (завод) | 020     | 703    | 24.03.2006    | 27.04.2012    | 04.12.2012   | КФл  | В строю   |